# Анна Пулавська
Анна Пулавська (пол. Anna Puławska, 5 лютого 1990) — польська веслувальниця, срібна та бронзова призерка Олімпійських ігор 2020 року, чемпіонка світу.

## Виступи на Олімпіадах
| Олімпіада  | Дисципліна                    | Місце |
| ---------- | ----------------------------- | ----- |
| Токіо 2020 | байдарка-двійка, 500 метрів   | 2     |
| Токіо 2020 | байдарка-четвірка, 500 метрів | 3     |
| Париж 2024 | байдарка-двійка, 500 метрів   | 12    |
| Париж 2024 | байдарка-четвірка, 500 метрів | 4     |

## Зовнішні посилання
- Анна Пулавська на сайті International Canoe Federation (англійська)
- Анна Пулавська на сайті Olympics.com (англійська)
- Анна Пулавська на сайті Olympedia (англійська)